# Just Cause (jeu vidéo)
 (octobre 2018).
Si vous disposez d'ouvrages ou d'articles de référence ou si vous connaissez des sites web de qualité traitant du thème abordé ici, merci de compléter l'article en donnant les références utiles à sa vérifiabilité et en les liant à la section « Notes et références ».
Cet article possède un paronyme, voir Juste cause.
Just Cause est un jeu vidéo de type GTA-like développé par Avalanche Studios et édité par Eidos Interactive, sorti le 22 septembre 2006 sur PC, PlayStation 2, Xbox et Xbox 360. La suite du jeu, Just Cause 2, est sortie le 26 mars 2010.

## Système de jeu
Just Cause est un jeu d'action  se déroulant dans l'île sud-américaine fictive de « San Esperito ». Le joueur peut se promener librement dans une carte de 1 024 km2 et dispose d'un parachute et d'un grappin qu'il peut déployer à tout moment. L'île est composée de reliefs variés : montagnes, forêts, plaines… L'immensité de l'île en fait l’intérêt principal du jeu. Pour éviter que le joueur s'ennuie à traverser l'île de San Esperito avec son véhicule, une option « Évacuation » est proposée : cela permet au joueur de se faire parachuter à une de ses planques ou au lieu de « Briefing » de la mission suivante. L'option « Largage de Véhicule » permet au joueur de se faire livrer par hélicoptère, le véhicule de son choix parmi les 4 proposés (moto cross, 4X4, mini-hélicoptère et bateau). Les mouvements de Rico Rodriguez (le personnage principal) sont variés et relèvent dans certaines situations du surnaturel. En effet, dans certaines missions, on vous demandera de quitter votre hélicoptère en plein vol pour aller sauter sur l'avion qui vole à côté. Vous pourrez également monter des pentes abruptes sans la moindre difficulté. Côté armement, le jeu propose un choix assez varié : fusil de précision, double-pistolet, Uzi, lance-roquettes… En plus des missions principales, des missions annexes sont proposées au joueur : elles lui permettent de gagner des planques, du respect ou des véhicules comme le tuk-tuk et plein d'autres encore.

### Histoire
San Esperito est un archipel d'Amérique du Sud. Le pays est en pleine guerre civile opposant le régime dictatorial du président Mendoza à la guérilla révolutionnaire. Le régime est soutenu par le cartel des Montanos qui inonde les États-Unis de cocaïne. La CIA envoie Rico Rodriguez détruire le cartel de drogue. Pour ce faire, une seule solution : renverser le gouvernement. Rico Rodriguez doit alors libérer l'archipel via une vingtaine de missions.

### Personnages
Protagonistes :
- Rico Rodriguez : Protagoniste principal et personnage que vous incarnez. Il est membre de l'Agence et doit détruire le Cartel des Montano qui fait des ravages aux États-Unis. C'est un véritable as de la gâchette.
- Tom Sheldon : Membre de l'Agence et collègue de Rico.
- Maria Kane : Membre de l'Agence et collègue de Rico.
- José Caramicas : Chef de la Guérilla. Il a pour but de renverser Mendoza. On doit le libérer de prison au début du jeu.

Antagonistes :
- Salvador Mendoza : Dictateur de San Esperito. Il souhaite renverser la Guérilla et ses alliés.

## Factions
- L'Agence : Principale Faction Protagoniste du jeu. Employeurs de Rico et Sheldon. Leur but sera de détruire le Cartel des Montano et de renverser le gouvernement de Mendoza.
- La Guérilla : Faction Alliée au joueur. Dirigée par José Caramicas, cette faction a pour but de renverser le régime dictatorial de Mendoza.
- Le Cartel des Rioja : Faction Alliée au joueur. Il s'agit du cartel rival de celui des Montano.
- Les Autorités de San Esperito : Principale Faction Antagoniste du jeu. Dirigée par Mendoza, cette faction tyrannise San Esperito et a pour but de détruire la Guérilla et ses alliés.
- La Main Noire : Faction Antagoniste au joueur. Ce sont des mercenaires qui ont été employés par Mendoza pour assurer son mandat.
- Le Cartel des Montano : Faction Antagoniste au joueur, ce cartel fait des ravages aux États-Unis et finance secrètement Mendoza. Leurs principaux rivaux sont le Cartel des Rioja.

## Accueil
Sur Jeuxvideo.com, le jeu a été noté 9/20. sur PlayStation 2, 12/20 sur PC et 13/20 sur Xbox et Xbox 360.